# Evangelický kostel (Dvakačovice)
Novorománský evangelický kostel se od roku 1852 nalézá na jihovýchodním okraji obce Dvakačovice v okrese Chrudim. Evangelický kostel je od 10. října 2006 chráněn jako nemovitá kulturní památka ČR.

## Historie
Reformovaný sbor v obci Dvakačovice vznikl již brzy po vydání Tolerančního patentu. První bohoslužby konal farář (1783–1788) Jan Szalay 3. srpna 1783. Sbor postavil roku 1784 faru; toleranční kostel byl slavnostně otevírán 13. listopadu 1785. V rozmezí let 1814–1825 vznikl nový hřbitov i nová budova fary a byl upravován interiér kostela.
V roce 1852 započal výstavbu nového kostela v novorománském stylu chrudimský architekt František Schmoranz starší.
Základní kámen ke stavbě kostela byl položen 10. června 1852. V báni věže byl uložen pamětní list o způsobu získání finančních prostředků a materiálu na stavbu kostela.
Za první dva roky stavby byly položeny základy a postaveno zdivo asi do výšky 5,5 m. V roce 1854 zachvátil obec Jenišovice velký požár, při kterém shořel stávající modlitební dům i s farou.
Požár tak urychlil stavbu nového kostela. První bohoslužby se konaly v kostele před jeho dokončením již během adventu v roce 1856.
V roce 1856 zdejší sbor také požádal o povolení přistavět ke kostelu věž. Chrám byl totiž původně navržen podle tolerančních předpisů – tedy bez věže. Pět let před oficiálním zrušením tohoto omezení byla přístavba věže povolena.
Kostel byl slavnostně otevřen v roce 1860.
Mezi lety 1964-1969 zde realizoval freskovou výzdobu významný výtvarník Vojmír Vokolek.

## Popis
Evangelický kostel v Dvakačovicích je postaven v historizujícím novorománském stylu na obdélného půdorysu s mírně rozšířeným centrálním halovým prostorem a věží umístěnou v podélné ose vzadu za presbytářem.
Kostel je zastřešen sedlovou střechou krytou taškami, věž zakončuje vysoká osmiboká jehlancovitá plechová střecha zakončená makovicí s hvězdou.
Hlavní jižní průčelí je osově symetrické, završené trojúhelníkovou atikou s ornamentálně zdobenou římsou.
Hlavní vstup do kostela je v jižním průčelí masivními dvoukřídlými dveřmi, umístěnými v kamenném, obloukovém portálu s profilovaným ostěním a přístupnými po několika kamenných schodech. Nároží průčelí zdobí pilastry s věžičkami. Nad vstupem do kostela je umístěno centrální kruhové okno s vitráží osvětlující kruchtu. Nad oknem je umístěn nápis: „Dům můj dům modlitby slouti bude. Isai 56.7“. Po bocích vstupních dveří se nalézají dvě menší kruhová okna.
Severnímu průčelí dominuje věže se čtyřmi střílnovými okny, umístěnými v ose nad sebou, které jsou ve zvonovém patře doplněny sdruženým oknem.
Z boků kostelní lodi vystupují rizality. Loď je osvětlena dvěma vysokými půlkruhově zakončenými okny umístěnými po bocích rizalitů a trojicí vysokých sdružených oken umístěných v rizalitech.

## Galerie

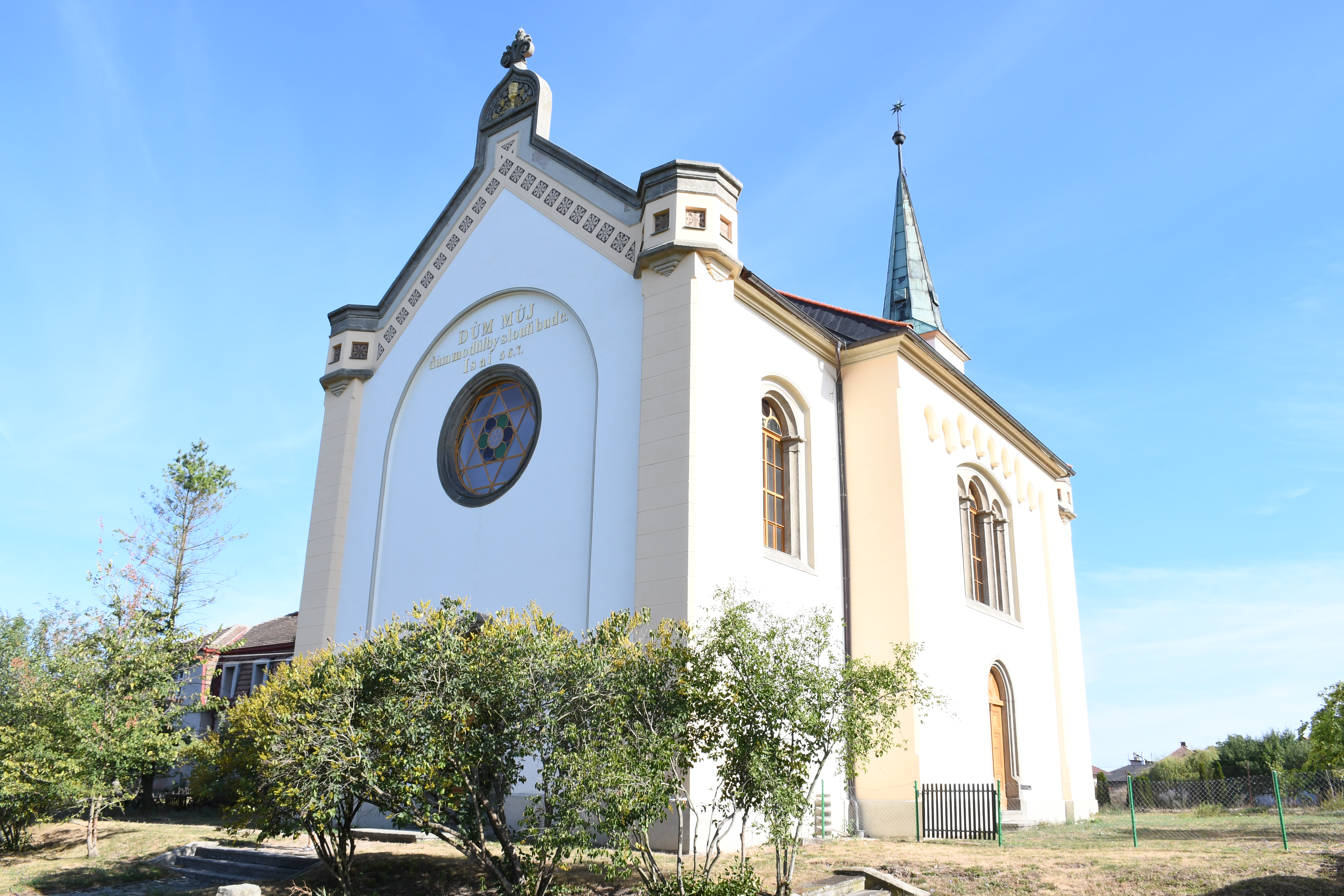
evangelický kostel v Dvakačovicích
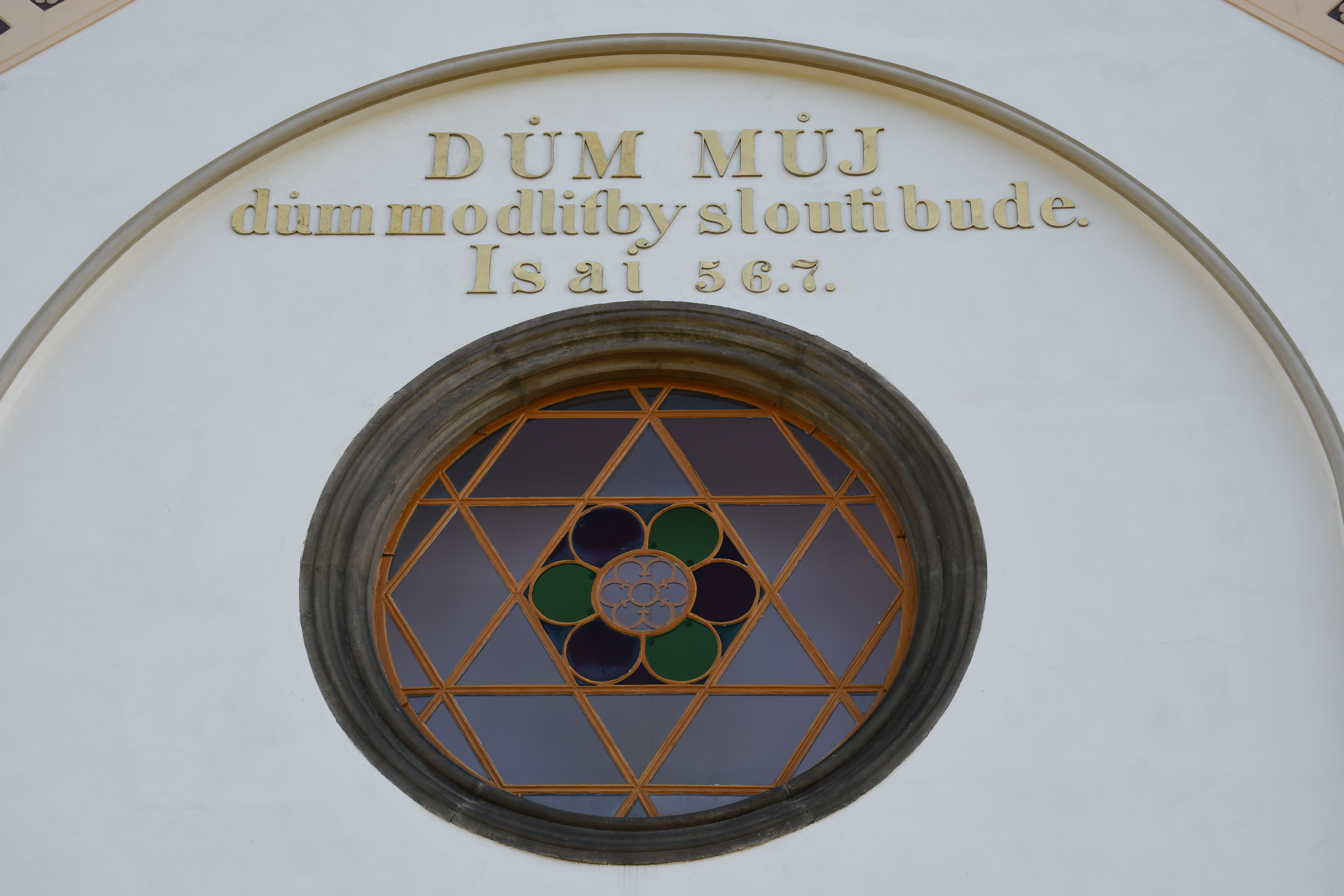
evangelický kostel v Dvakačovicích - detail rozetového okna
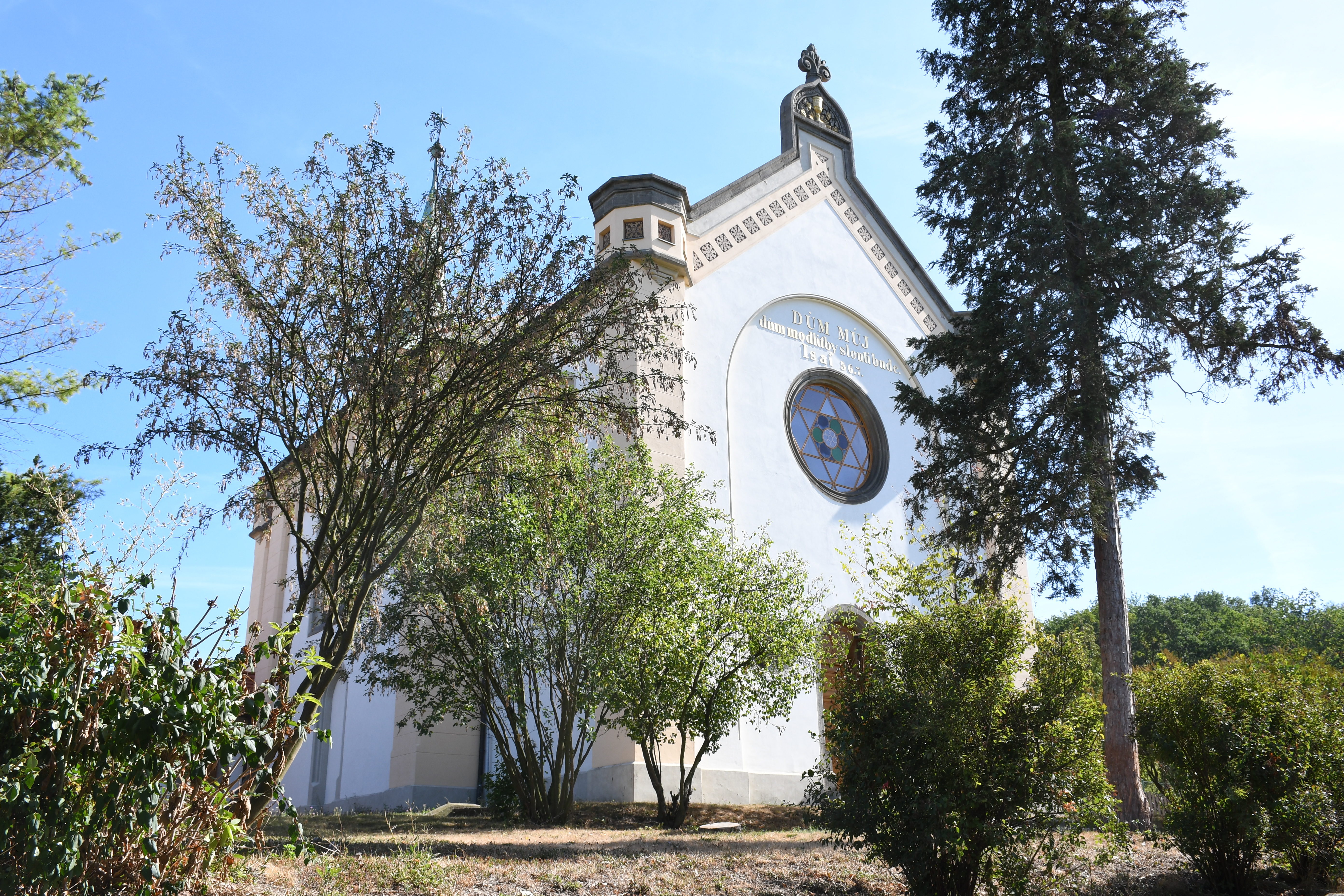
evangelický kostel v Dvakačovicích
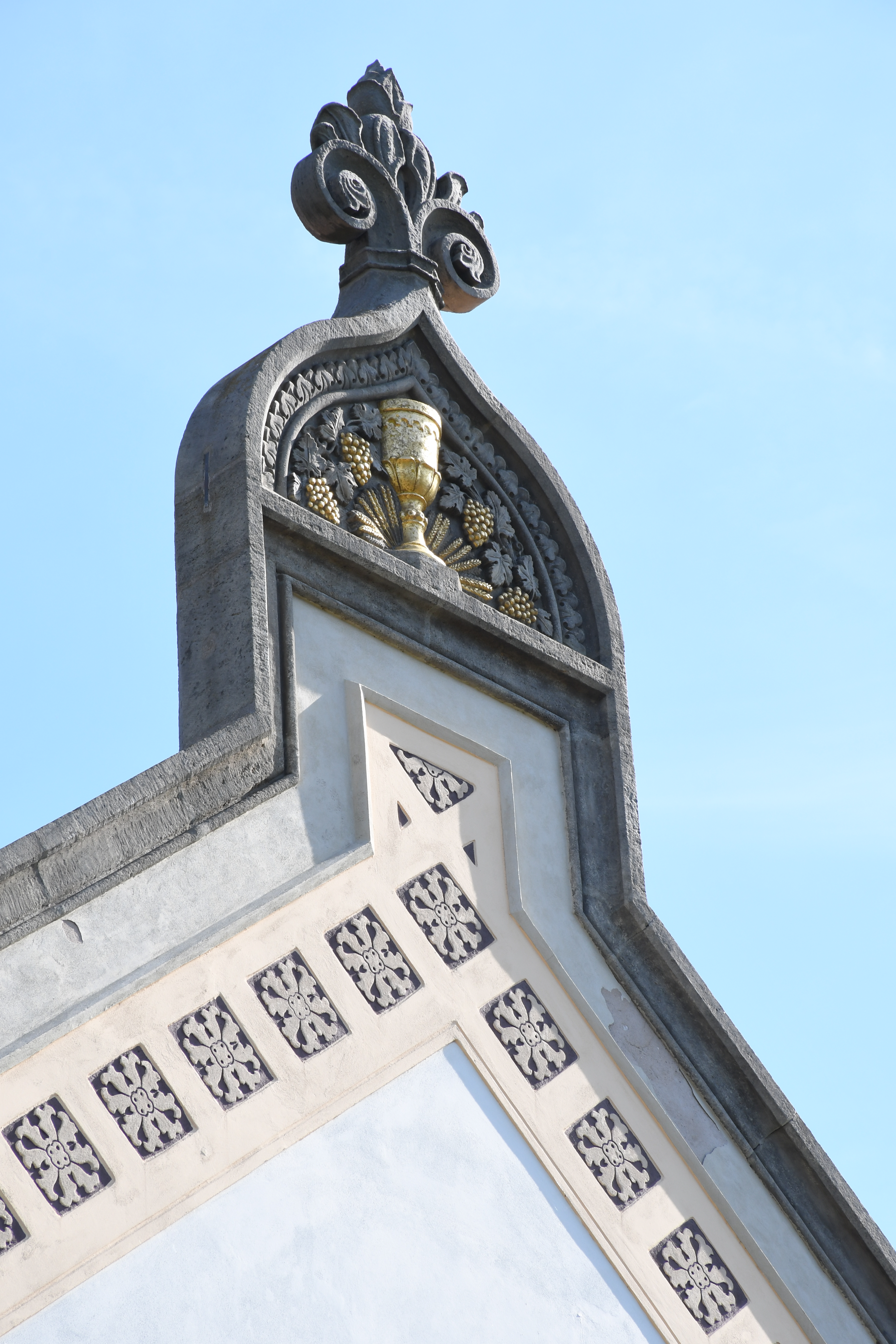
evangelický kostel v Dvakačovicích - detail zakončení štítu hlavního průčelí
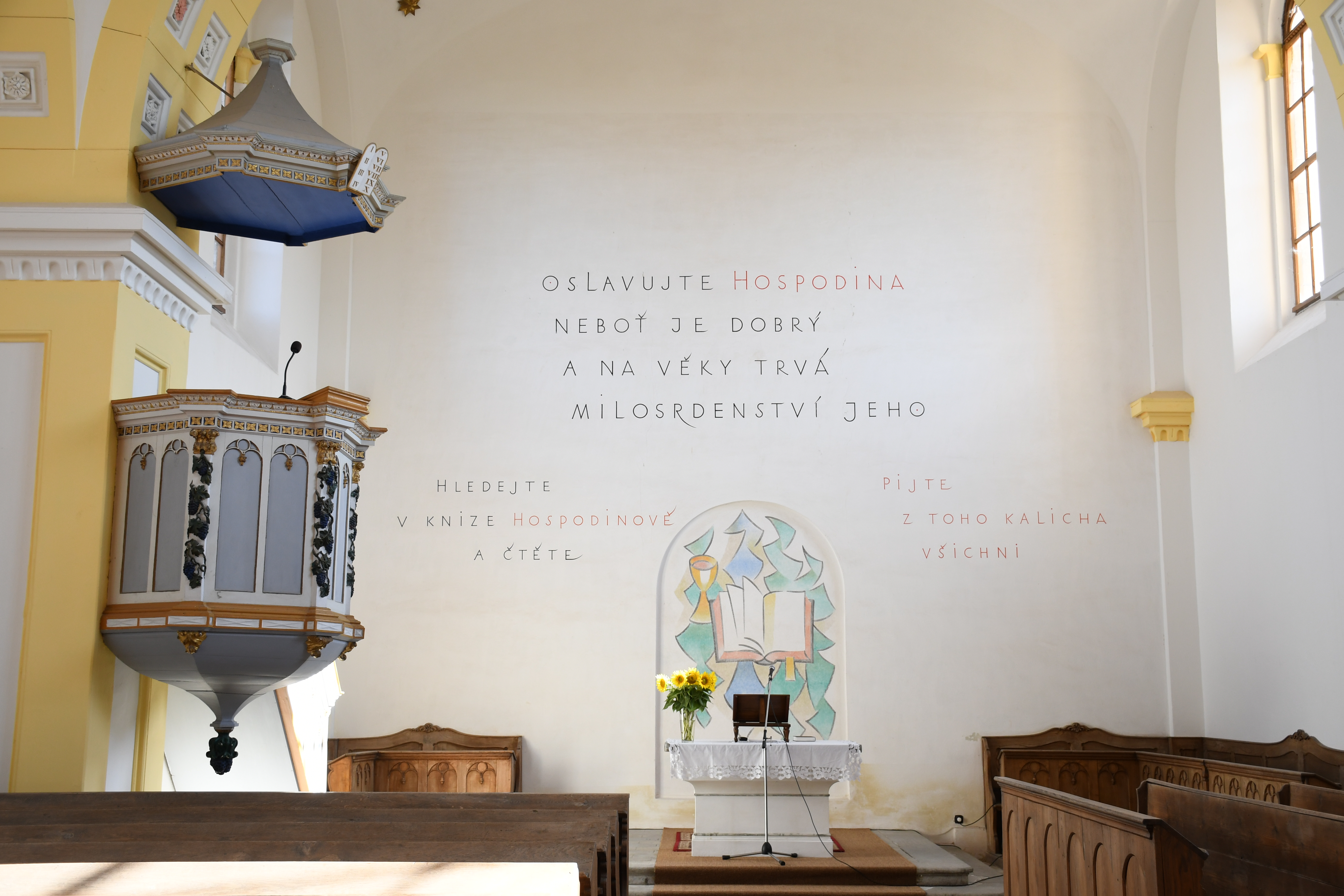
kazatelna v evangelickém kostele ve Dvakačovicích
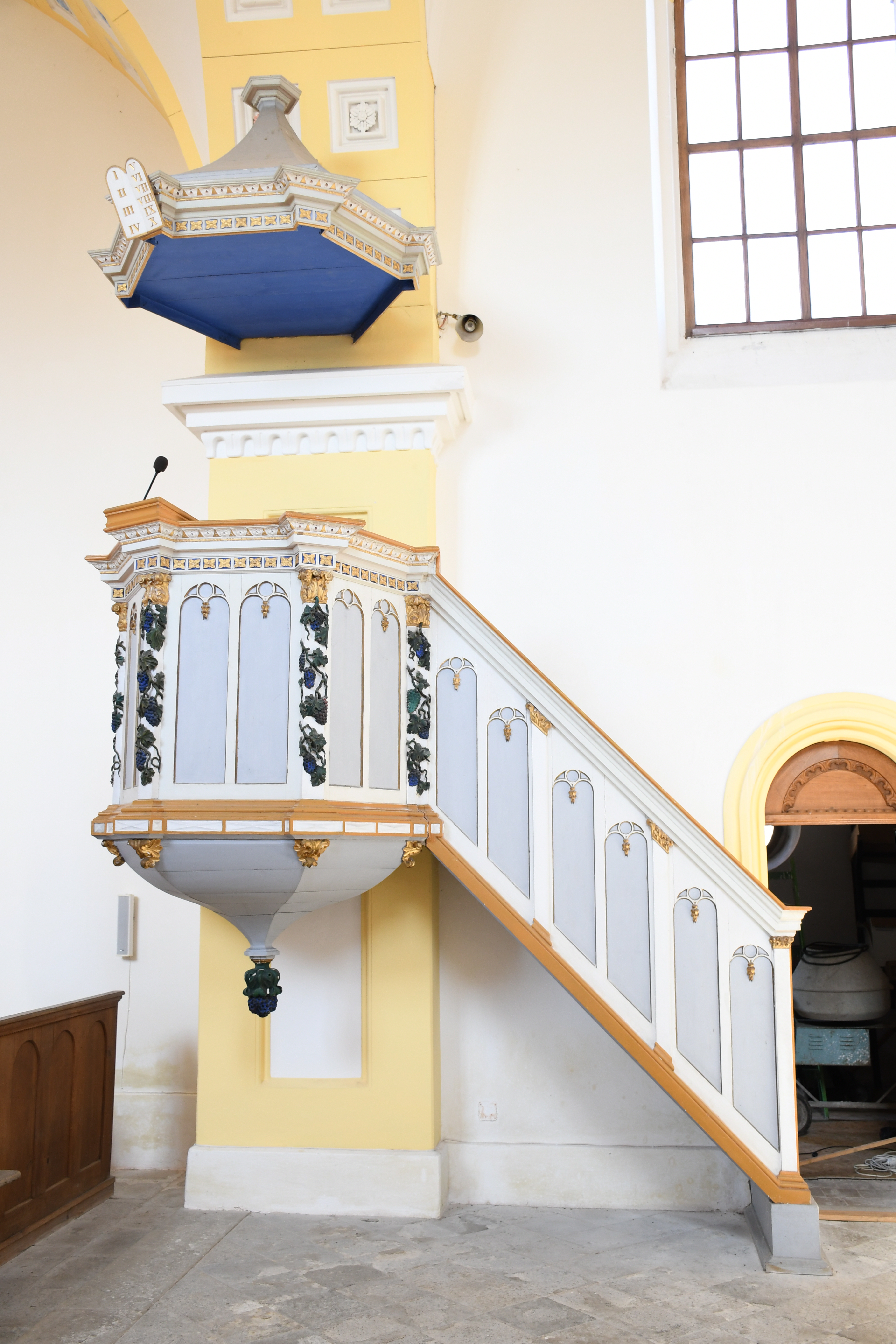
kazatelna v evangelickém kostele ve Dvakačovicích
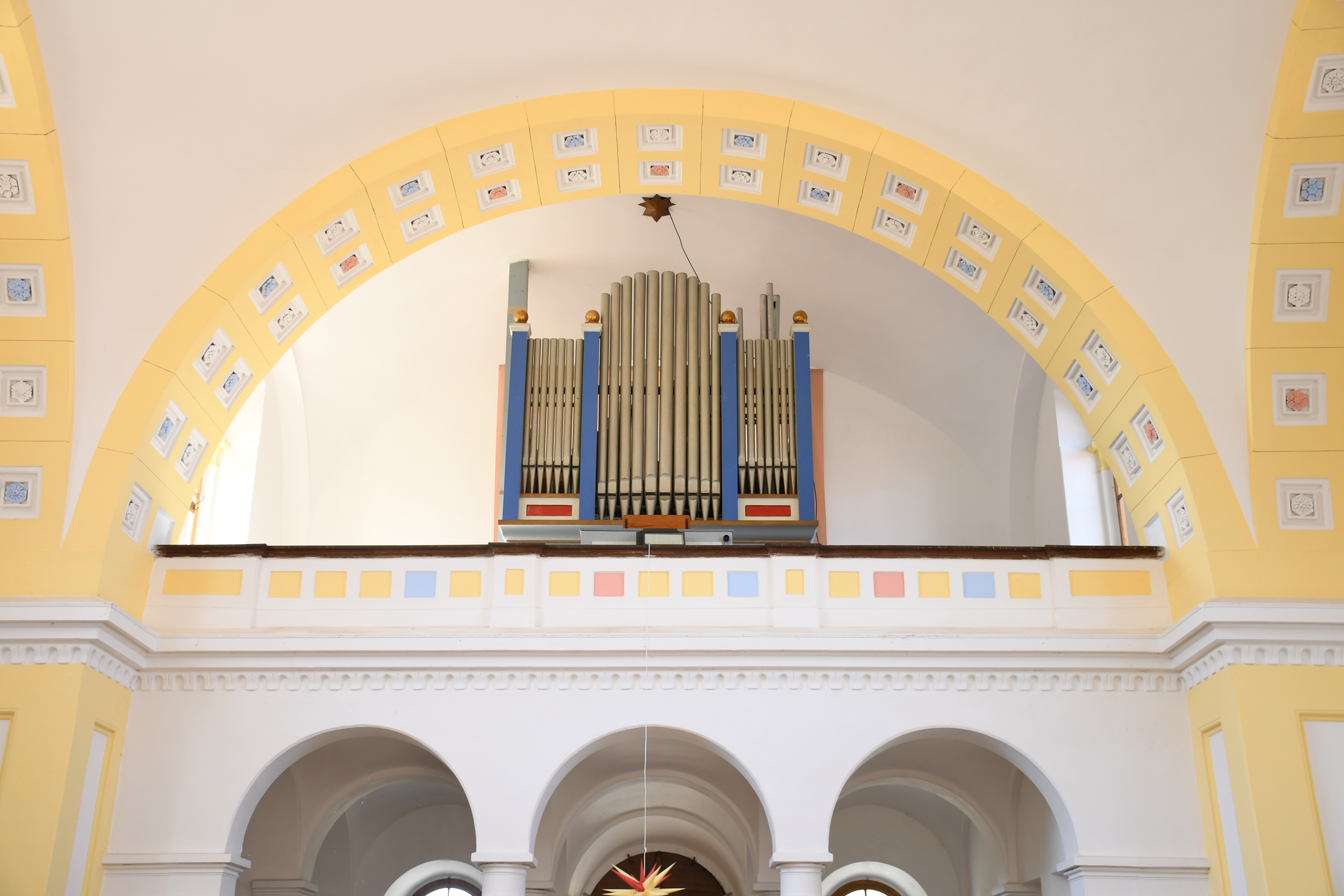
kruchta v evangelickém kostele ve Dvakačovicích